# Fundação Cultural Palmares

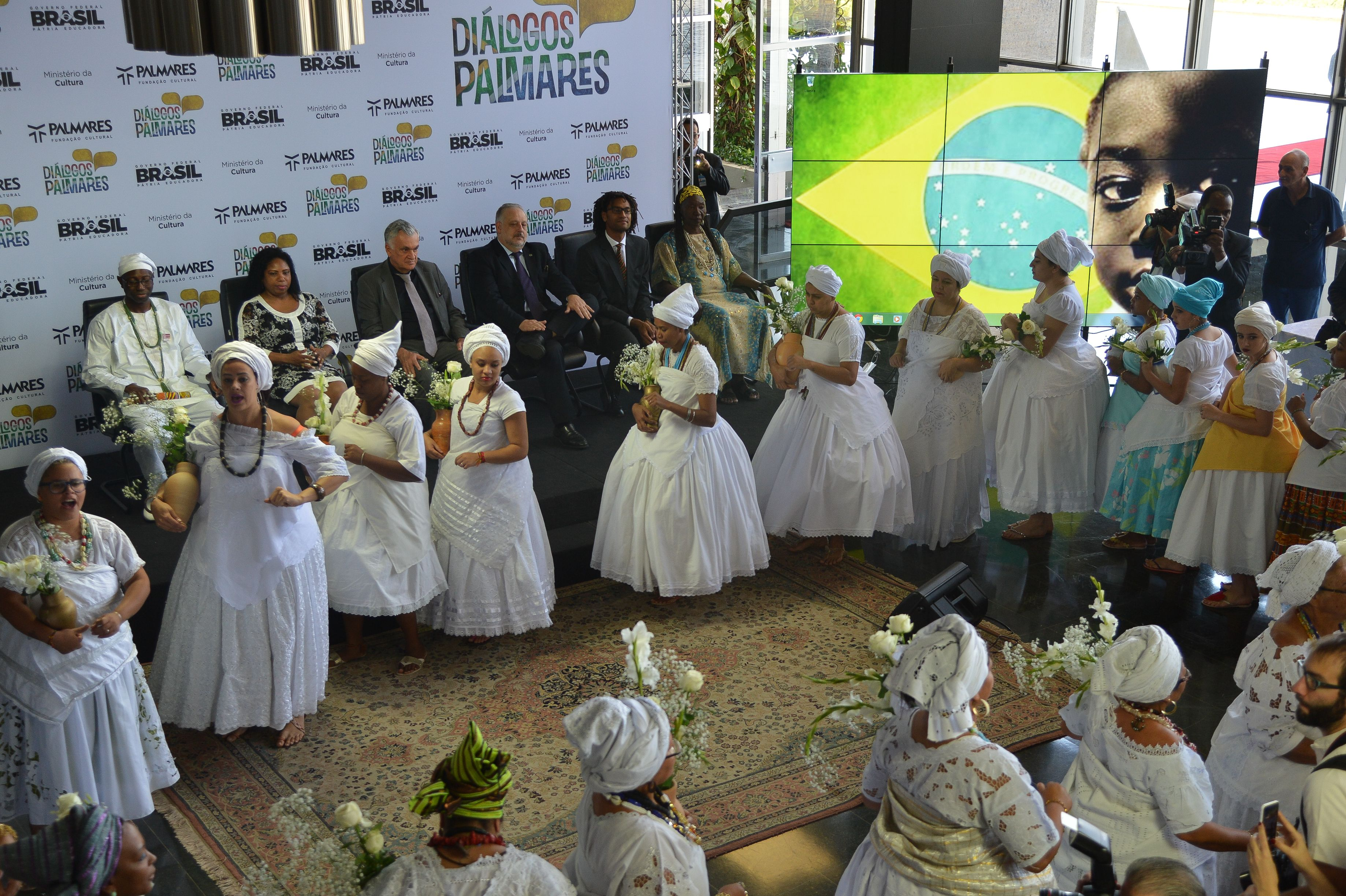
Comemoração de 27 anos da Fundação Cultural Palmares

A Fundação Cultural Palmares é uma fundação federal brasileira de promoção da afro-brasilidade.

## Regulamentação
A fundação é uma entidade pública brasileira vinculada ao Ministério da Cultura, instituída pela Lei Federal nº 7.668, de 22 de agosto de 1988.

No artigo 1º, da Lei que a instituiu, lê-se: 
(...) promover a preservação dos valores culturais, sociais e econômicos decorrentes da influência negra na formação da sociedade brasileira.
A entidade teve seu Estatuto aprovado pelo Decreto nº 418, de 10 de janeiro de 1992, e tem como missão os preceitos constitucionais de reforços à cidadania, à identidade, à ação e à memória dos segmentos étnicos dos grupos formadores da sociedade brasileira, além de fomentar o direito de acesso à cultura e à indispensável ação do Estado na preservação das manifestações afro-brasileiras.[carece de fontes?]
O artigo 215 da Constituição Federal de 1988 assegura que o "Estado garantirá a todos o pleno exercício dos direitos culturais e acesso às fontes da cultura nacional, e apoiará e incentivará a valorização e a difusão das manifestações culturais populares, indígenas e afro-brasileiras, e de outros grupos participantes do processo civilizatório nacional".[carece de fontes?]
Desde 2005 porta a insígnia da Ordem de Rio Branco, concedida pelo presidente Luiz Inácio Lula da Silva.

## Listas

### Lista de personalidades negras
A Fundação mantém em seu site oficial uma lista de personalidades negras que, em sua avaliação, marcaram a história do Brasil e do mundo. Até outubro de 2019, a página mantinha registrados os seguintes nomes nesta lista:

### Lista de manifestações culturais negras
A Fundação mantém em seu site oficial uma lista de manifestações culturais que, em sua avaliação, marcaram a história do Brasil:
- Afoxé
- Bloco Afro
- Bumba-meu-boi
- Cacuriá
- Capoeira
- Carreiros
- Carimbó
- Ciranda
- Congada
- Escola de Samba
- Folia de Reis
- Frevo
- Jongo
- Maculelê
- Marabaixo
- Maracatu de Baque Virado
- Maracatu de Baque Solto
- Marujada
- Matriz do Samba
- Negro fugido
- Reisado de Congo
- Samba de Coco
- Samba de Roda
- Tambor de Crioula
- Teatro Experimental do Negro

## Críticas
O presidente da fundação Sérgio Camargo foi alvo de críticas por algumas vezes por não condizer com a fundação, em especial quando teve uma conversa vazada em maio de 2020 quando chama o movimento negro de "escória maldita".

## Presidentes
Ao longo da história, a FCP teve 14 presidentes.
| Nº  | Nome                                          | Período      | Presidente                              |
| 1º  | Carlos Alves Moura                            | 1988 — 1990  | José Sarney                             |
| 2º  | Adão Ventura                                  | 1990 — 1994  | Fernando Collor Itamar Franco           |
| 3º  | Joel Rufino dos Santos                        | 1994 — 1996  | Itamar Franco Fernando Henrique Cardoso |
| 4ª  | Dulce Maria Pereira                           | 1996 — 2000  | Fernando Henrique Cardoso               |
| 5º  | Carlos Alves Moura                            | 2000 — 2002  | Fernando Henrique Cardoso               |
| 6º  | Ubiratan Castro de Araújo                     | 2003 — 2007  | Luiz Inácio Lula da Silva               |
| 7º  | Zulu Araújo                                   | 2007 — 2010  | Luiz Inácio Lula da Silva               |
| 8º  | Eloi Ferreira                                 | 2011 — 2013  | Dilma Rousseff                          |
| 9º  | Hilton Cobra                                  | 2013 — 2015  | Dilma Rousseff                          |
| 10ª | Cida Abreu                                    | 2015 — 2016  | Dilma Rousseff                          |
| 11º | Erivaldo Oliveira                             | 2016 — 2019  | Michel Temer                            |
| 12º | Vanderlei Lourenço                            | 2019         | Jair Bolsonaro                          |
| 13º | Sérgio Camargo                                | 2019 — 2022  | Jair Bolsonaro                          |
| -   | Marco Antônio Evangelista da Silva substituto | 2022         | Jair Bolsonaro                          |
| 14º | João Jorge Rodriguês                          | 2023 — atual | Luiz Inácio Lula da Silva               |
| --- | --------------------------------------------- | ------------ | --------------------------------------- |